# 盃温泉
盃温泉（さかずきおんせん）は、北海道古宇郡泊村にある温泉。盃温泉郷と呼ばれることもある。

## 泉質
- カルシウム・ナトリウム - 硫酸塩泉
  - 源泉温度46℃

## 温泉街
積丹半島の西側、ニセコ積丹小樽海岸国定公園内にあり、国道229号から茂岩川沿いにかけて7軒の旅館が存在する。
海岸には盃海水浴場もあり、夏場は海水浴客でにぎわう。また、磯釣りを楽しむ人も多い
。温泉街の外れには盃野営場がある。

## 歴史
1905年（明治38年）に発見したとされる。かつては「高島の湯」と呼ばれていた。
1975年（昭和50年）7月5日 - 環境庁告示第44号により、国民保養温泉地に指定された。
かつては、100人規模の宿泊施設である村営の「盃温泉国民宿舎もいわ荘」があった。1994年（平成6年）に約16億円を投じて建設されたものであったが、利用者の減少で2012年（平成24年）に宿泊業務を休止し日帰り入浴のみの施設に建て替えることが検討されてきた。その後、2015年（平成27年）に日帰り温泉営業も停止、2016年（平成28年）に施設は解体されたが新たな施設の建設には至っていない。

## アクセス
岩宇地域海岸線しおかぜライン「盃温泉湯元」「茂岩」停留所